# Liiv-museum
Het Liiv-museum is een museumwoning en openluchtmuseum in het Estse dorp Rupsi. Het was de woning van de schrijver Juhan Liiv en zijn oudere broer, de schrijver Jakob Liiv, die later ook burgemeester van Rakvere werd. Het museum is ook verantwoordelijk voor het Eduard Tubin-museum in Kasteel Alatskivi.

## Opstelling
In het museumgebouw bevindt zich een vaste expositie die gewijd is aan Juhan Liiv, onder de titel Als ik een dichter was. Deze expositie toont aan de hand van een audiovisuele opstelling welke invloed het werk van Liiv had op de Estse cultuur. Ook is een expositie die aandacht bied aan de geschiedenis en de cultuur van de streek Kodavere.
Het museum heeft ook een openluchtgedeelte dat gewijd is aan de landbouw van de 19e eeuw. Op het landgoed staan een oude schuurwoning, een rooksauna en een voorraadschuur.

## Geschiedenis
In 1962 richtte het literatuurmuseum een kleine tentoonstelling in, in een kamer van de boerderij die gewijd was aan Juhan Liiv. Op 1 oktober 1988 kocht het Ests plattelandsmuseum de boerderij en vormde die om tot het Liiv-museum. Sinds 2018 valt het beheer van het museum onder de gemeente Peipsiääre.